# مازيراتي
مازيراتي هي شركة سيارات إيطالية متخصصة في إنتاج سيارات السباق والسيارات الرياضية، تأسست في 1 ديسمبر 1914 في مدينة بولونيا الإيطالية، يقع المقر الرئيسي الحالي للشركة في مدينة مودينا، شعار الشركة عبارة عن رمح ثلاثي الرؤوس (بالإنجليزية: trident).
تعتبر سيارات مازيراتي من فئة الفخامة وتنافس منتجاتها إنتاج شركات مثل أستون مارتن وجاغوار وكبريات الشركات الألمانية مثل مرسيدس وبي إم دبليو، منذ عام 1993 تم امتلاك الشركة من قبل شركة فيات التي غدت عملاق إنتاج السيارات في إيطاليا، داخل مجموعة فيات؛ تم في البدء الدمج بين مازيراتي وفيراري وتم لاحقاً بمجموعة السيارات الرياضية التي تضم سيارات ألفا روميو.وضعت مازيراتي سقفًا للإنتاج يصل إلى 75000 سيارة على مستوى العالم.

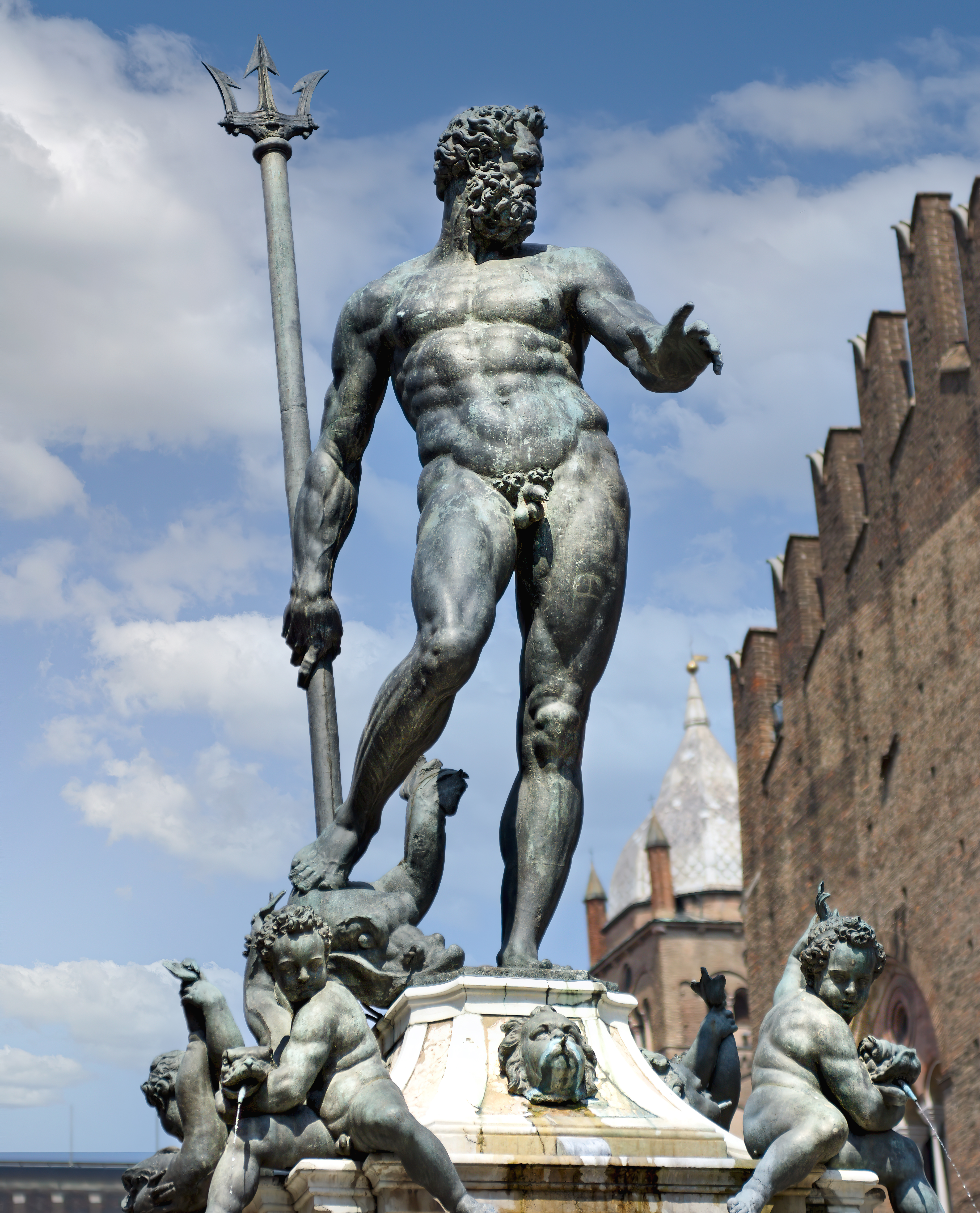
نبتون في ساحة ماجوري وثلاثية الرؤوس

## تاريخ الشركة

شعار مازيراتي حتى 2020

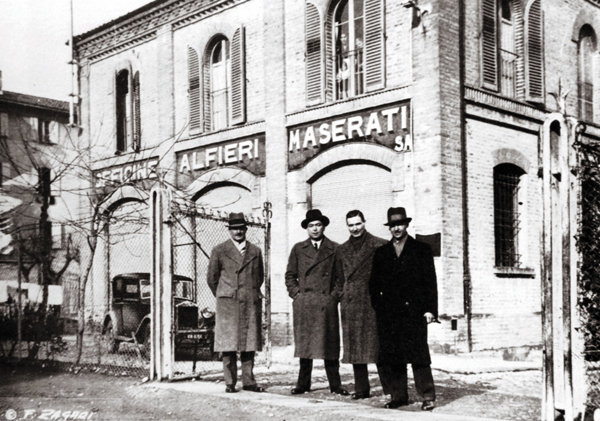
إيتوري ، وبيندو ، وإرنستو ، وألفيري مازيراتي

الأخوة مازيراتي (وهم ألفيري، وبيندو، وكارلو، وإيتوري، وإرنستو) في صناعة السيارات منذ بداية القرن العشرين، ثلاثة من الأخوة مازيراتي صمموا محركاً من سعة 2 ليتر لسيارة سباق من إنتاج شركة دياتو الإيطالية، في عام 1926 تم إيقاف إنتاج شركة دياتو من سيارات السباق، الأمر الذي مهد إلى تأسيس شركة مازيراتي، إحدى أوائل سيارات مازيراتي فازت في سباق تارغا فلوريو الشهير عام 1926 بقيادة ألفييري مازيراتي، باشرت شركة مازيراتي بإنتاج سيارات سباق بـ4، 6، 8 و 16 أسطوانة محرك (16 اسطوانة كانت في الواقع محركي 8 اسطوانات مركبين على التوازي).
يعتمد شعار ترايدنت لشركة سيارات مازيراتي، الذي صممه ماريو مازيراتي، على نافورة نبتون في ساحة ماجوري في بولونيا. في عام 1920، استخدم أحد إخوة مازيراتي هذا الرمز في الشعار بناءً على اقتراح صديق العائلة ماركيز دييجو دي ستيرليش. كان يعتبر مناسبًا بشكل خاص لشركة السيارات الرياضية نظرًا لحقيقة أن Neptune يمثل القوة والحيوية؛ بالإضافة إلى ذلك، يعد التمثال رمزًا مميزًا للمدينة الأصلية للشركة.
توفي ألفيري مازيراتي عام 1932، لكن ثلاثة أشقاء آخرين، بيندو وإرنستو وإيتوري، استمروا في استمرار الشركة.

### انتقال الملكية لعائلة أورسي
في عام 1937 قام الأخوة الباقون من عائلة مازيراتي ببيع حصتهم إلى عائلة أدولفو أورسي واستمر الأخوة مازيراتي في مهام هندسة السيارات داخل المصنع، وفي عام1940 انتقل مقر الشركة الرئيسي إلى مدينة مودينا.

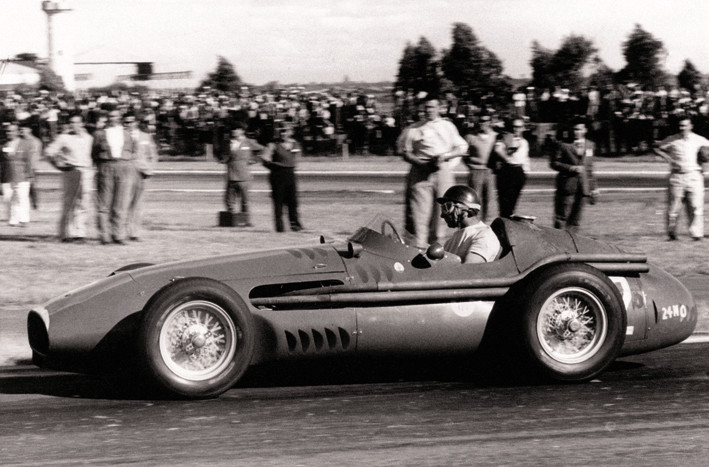
خوان مانويل فانجيو يقود سيارة مازيراتي 250F.

خلال الحرب العالمية الثانية تخلت شركة مازيراتي عن إنتاج السيارات وركزت على إنتاج الآليات الحربية، وقد حاولت شركة مازيراتي تصنيع سيارة مدنية بمحرك 16 اسطوانة لبينيتو موسوليني وتنافست في ذلك مع شركةبورشه التي عملت على إنتاج مثل هذه السيارة لأدولف هتلر، لكن جهود شركة مازيراتي باءت بالفشل، عادت الشركة إلى إنتاج سيارات السباق بعد الحرب وحققت موديلات مازيراتي إي 6 نجاحات متكررة في السباقات العالمية.
انضم الأشخاص الرئيسيون إلى فريق مازيراتي. أشرف ألبرتو ماسيمينو، مهندس FIAT السابق مع خبرة ألفا روميو وفيراري، على تصميم جميع موديلات السباقات على مدى السنوات العشر القادمة. انضم معه إلى المهندسين جوليو ألفيري وفيتوريو بيلينتاني وجيواتشينو كولومبو. كان التركيز على أفضل المحركات والشاسيه للنجاح في سباق السيارات. شهدت هذه المشاريع الجديدة المساهمات الأخيرة من الأخوين مازيراتي، الذين، بعد انتهاء عقدهم لمدة 10 سنوات مع Orsi ، قاموا بتشكيل OSCA . عمل هذا الفريق الجديد في مازيراتي على عدة مشاريع: سلسلة 4CLT ، وسلسلة A6 ، و 8CLT ، وبشكل محوري لتحقيق النجاح المستقبلي للشركة، A6GCS .
تسابق سائق سباق الجائزة الكبرى الأرجنتيني الشهير خوان مانويل فانجيو على سيارة مازيراتي لعدد من السنوات في الخمسينيات، وحقق عددًا من الانتصارات المذهلة بما في ذلك الفوز ببطولة العالم عام 1957 في 250F . كانت مشاريع السباقات الأخرى في الخمسينيات من القرن الماضي هي 200S و300S و350S و450S ، تليها في عام 1961 سيارة Tipo 61 الشهيرة.

#### الانسحاب من السباق
تقاعدت مازيراتي من المشاركة في سباقات المصانع بسبب مأساة غايدزولو  خلال 1957 Mille Miglia ، على الرغم من أنها استمرت في بناء سيارات للقراصنة. أصبحت مازيراتي تركز أكثر فأكثر على بناء سيارات سياحية فاخرة على الطريق.

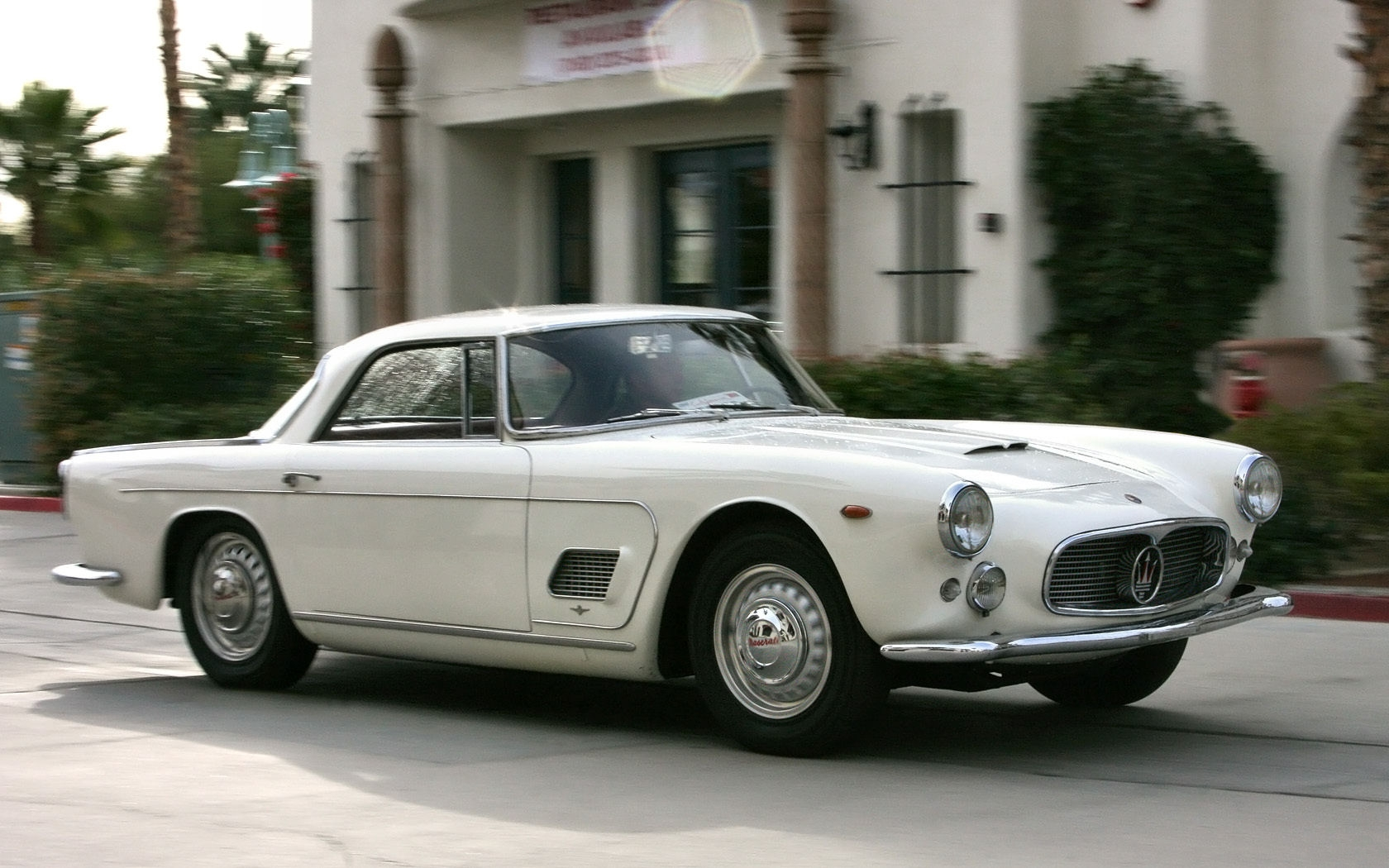
1960 مازيراتي 3500 GT

شكّلت سيارة 1957 3500 GT نقطة تحول في تاريخ العلامة، حيث كانت أول سيارة من طراز جراند تورر وأول سيارة منتجة في سلسلة[بحاجة لمصدر] قفز الإنتاج من عشرات السيارات إلى بضع مئات من السيارات سنويًا. تولى كبير المهندسين جوليو ألفيري المسؤولية عن المشروع وقام بتحويل محرك 3.5 لتر ستة من 350S إلى محرك على الطريق. أطلقت مع CARROZZERIA يجول 2 + 2 كوبيه الجسم الألومنيوم على Superleggera ل هيكل، وباختصار الصلب جسديا قاعدة العجلات Vignale 3500 GT تحويل مفتوحة أعلى النسخة جاء في عام 1960. كان نجاح 3500 GT ، مع أكثر من 2200 سيارة، أمرًا بالغ الأهمية لبقاء مازيراتي على قيد الحياة في السنوات التي أعقبت الانسحاب من السباق.
كما قدمت 3500 جي تي دعائم محرك V8 صغير الحجم 5000 GT ، وهي سيارة أساسية أخرى لشركة مازيراتي. ولدت من نزوة شاه بلاد فارس لامتلاك سيارة طريق تعمل بمحرك السباق Maserati 450S ، وأصبحت واحدة من أسرع وأغلى السيارات في أيامها. كان النموذج الثالث إلى الرابع والثلاثين والأخير الذي تم إنتاجه مدعومًا بأول محرك V8 من مازيراتي خالص للاستخدام على الطرقات.
في عام 1962، تطورت 3500 GT إلى طراز Sebring ، بجسم Vignale واستنادًا إلى الهيكل القابل للتحويل. بعد ذلك جاءت ميسترال كوبيه ذات المقعدين في عام 1963 وسبايدر في عام 1964، وكلاهما مدعوم بمحرك من ست أسطوانات وصممه بيترو فرووا.

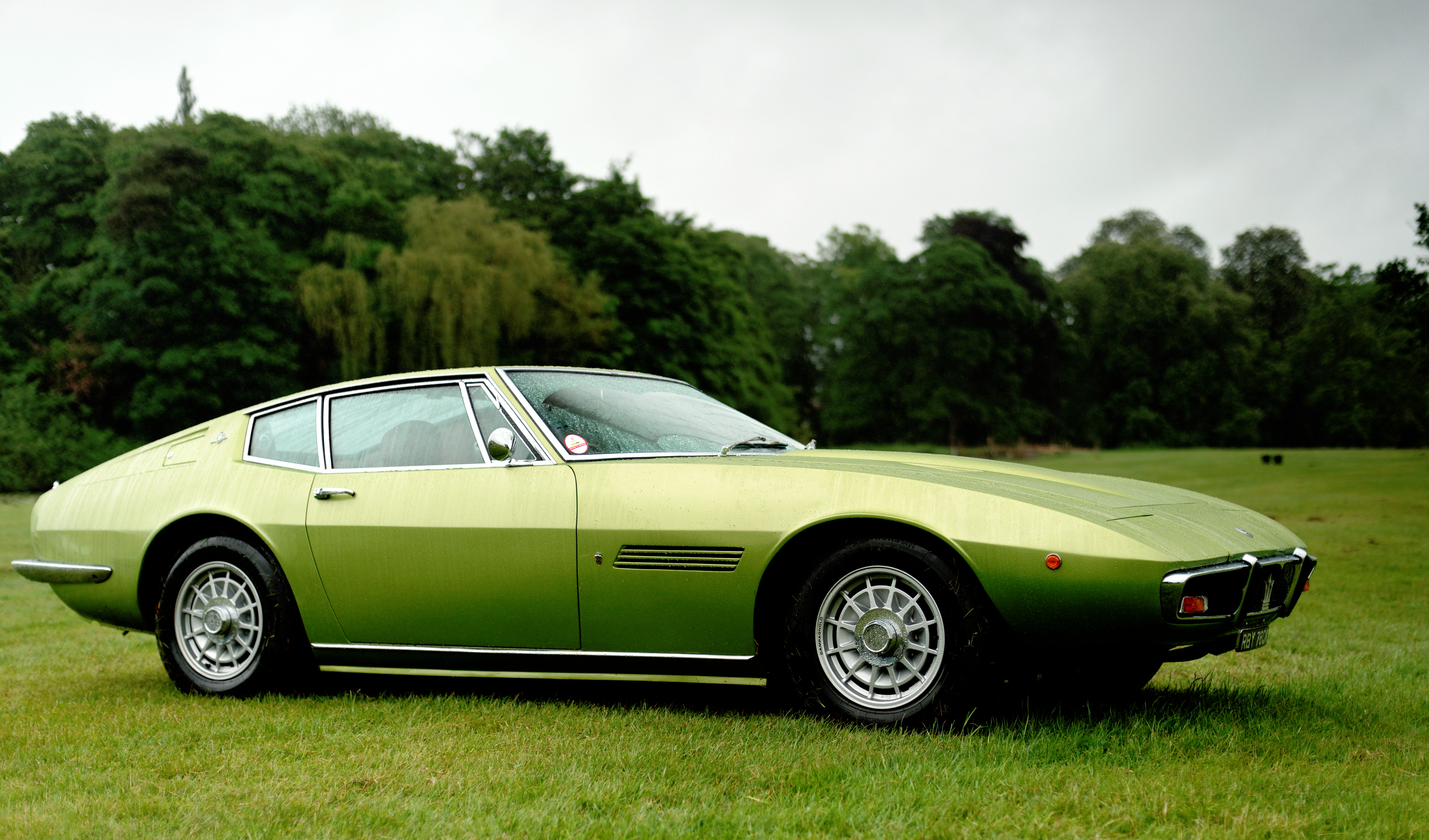
1971 مازيراتي جيبلي SS 4.9 كوبيه

في عام 1963، تم إطلاق أول صالون للشركة، كواتروبورتيه، من تصميم Frua أيضًا. إذا كانت 5000 GT قد افتتحت أول محرك ‏ V8 للعلامة التجارية ، فإن محرك ‏ Quattroporte's Tipo 107 سعة 4.2 لتر عمود الكامات العلوي ‏ V8 بسعة 4.2 ليتر كان هو الأصل لجميع سيارات Maserati V8s حتى عام 1990.
تم إطلاق سيارة جيبلي كوبيه من تصميم Ghia في عام 1967. كان يعمل بمحرك جاف سعة 4.7 لتر من مازيراتي الرباعية V8. يتبع جيبلي سبايدر والأداء العالي جيبلي SS 4.9 لتر.

### انتقال الملكية لشركةسيتروين

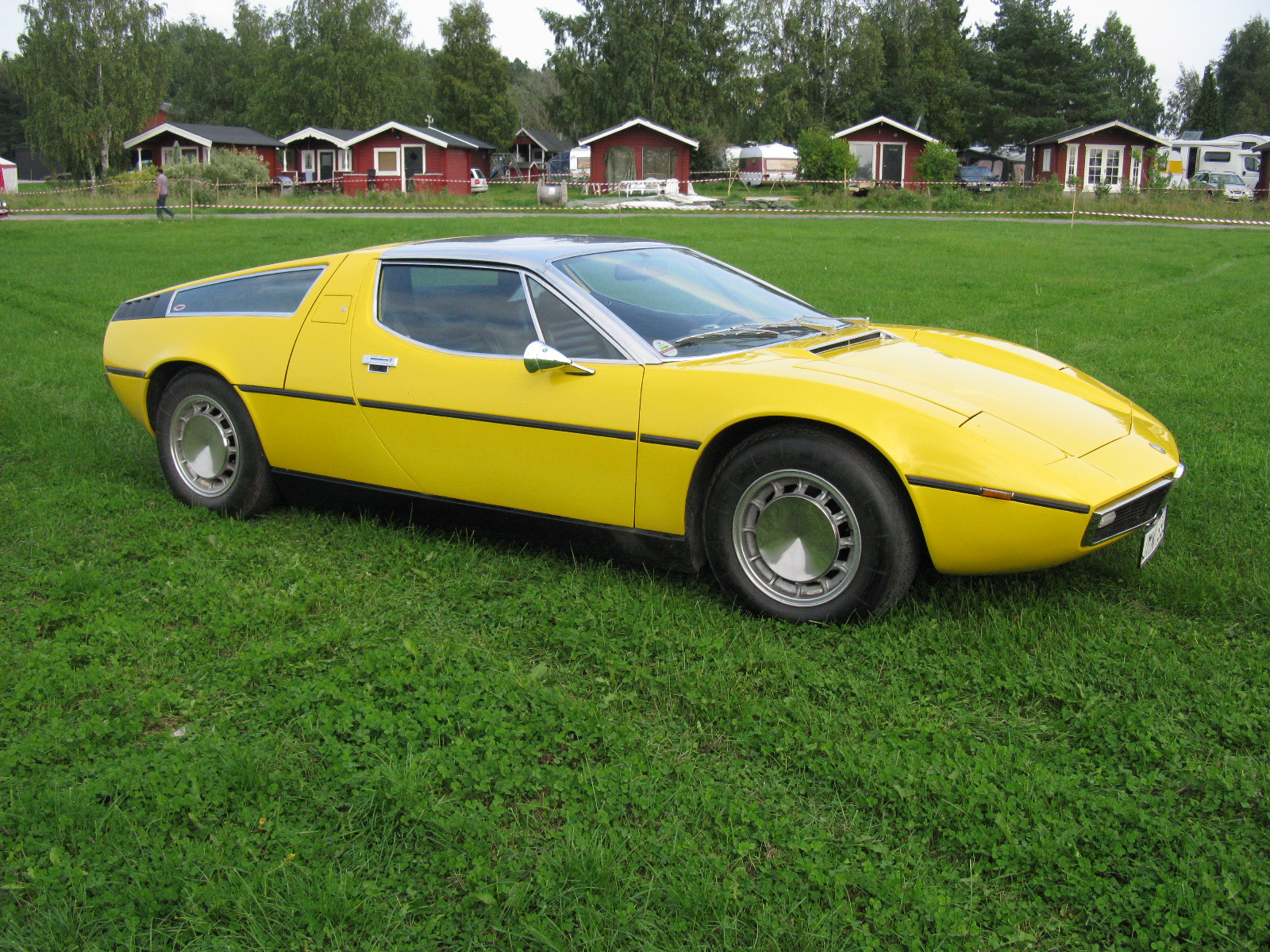
تعتبر Bora أول سيارة مازيراتي ذات محرك وسطي للمحرك

في عام 1968 اشترت شركة سيتروين كامل شركة مازيراتي واستمر أدولفو أورسي في إدارة الشركة، أحدثت ملكية سيتروين تغييرات كبيرة في شركة مازيراتي واستفادت شركة سيتروين من خبرة مازيراتي في هندسة المحركات كما استفادت شركة مازيراتي من هندسة سيتروين الهيدروليكية وساهم هذا التغيير في زيادة عدد السيارات المنتجة.
عقب أزمة النفط (1973) أدى النزاع على الطاقة النفطية إلى كبح جماح التسابق على إنتاج السيارات الرياضية ذوات المحركات الكبيرة، وفي عام 1974 أعلنت شركة سيتروين إفلاسها، وفي 25 مايو 1975 استلمت شركة بيجو سيتروين الإدارة وأعلنت أن مازيراتي مطروحة للبيع، بفضل الدعم المالي من الحكومة الإيطالية تمكنت الشركة من البقاء.

#### سنوات الأزمة

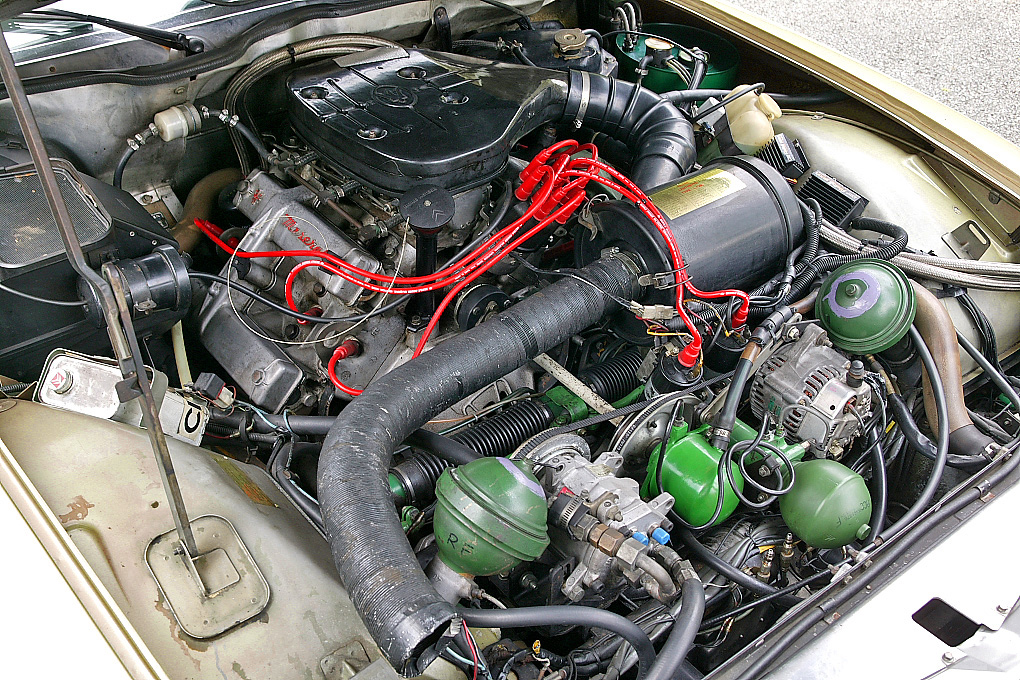
تيبو C114 مازيراتي V6 في Citroën SM

في غضون ذلك، أوقفت أزمة النفط عام 1973 التوسع الطموح لشركة مازيراتي. تقلص الطلب على السيارات الرياضية المتعطشة للوقود والسيارات السياحية الكبيرة بشكل كبير. أدت إجراءات التقشف في إيطاليا إلى تقلص السوق المحلية بنسبة 60-70٪. تأثرت جميع شركات تصنيع سيارات GT الإيطالية الرئيسية بشدة، واضطرت إلى تسريح العمال من أجل إفراغ الكثير من السيارات غير المباعة. تلقت مازيراتي أقوى ضربة، حيث شكلت مبيعاتها في السوق المحلية أكثر من نصف الإجمالي - على عكس مبيعات فيراري البالغة 20٪. في هذه الحالة، كانت سيارة Maserati الوحيدة التي استمرت في البيع بأعداد كبيرة هي Merak صغيرة الإزاحة.
في عام 1974، مع الركود في 1973-1975 في ذروته، سارت الأمور نحو الأسوأ. أفلست شركة Citroën وبدأ دمجها في PSA Peugeot Citroën . انتهى العام مع انخفاض المبيعات المحلية من عام 1973 360 إلى 150 وحدة،  وتجاوزت الخسائر رأس المال.
في 22 مايو 1975، أعلن بيان صحفي صادر عن إدارة سيتروين فجأة أنه قد تم وضع مازيراتي قيد التصفية. قامت القوى العاملة على الفور باعتراض المصنع، لكن الإنتاج لم يتوقف. تعبئة النقابات العمالية وعمدة مودينا والساسة المحليين لإنقاذ 800 وظيفة؛ حتى أن وزير الصناعة كارلو دونات كاتين سافر إلى باريس للقاء رئيس سيتروين فرانسوا رولييه. تم التوصل إلى اتفاق في يونيو،  بعد عدة اجتماعات وتجمعات. خلال أحد هذه الاجتماعات، كشف مصفوا Citroën عن ظهور مشتر إيطالي محتمل، وتم طرح اسم Alejandro de Tomaso لأول مرة. وافقت Citron على تعليق التصفية بناءً على طلب الحكومة الإيطالية، والتي ضمنت من جانبها ستة أشهر من صندوق الفائض الخاص لدفع الرواتب.

### إدارة دي تاماسو
شهد عام 1975 عودة الشركة إلى نشاطها تحت إدارة أليساندرو دي تاماسو سائق السباقات الأرجنتيني الأسبق وأصبح دي تاماسو مديراً عاماً للشركة، قام دي تاماسو بالترتيب لشركة بينيللي للدراجات النارية (التي كان يديرها) لكي تشتري شركة مازاراتي من مالكتها الفرنسية سيتروين، وأنتجت عام 1976 موديلات Maserati Kyalami و Maserati Quattroporte III.
في عام 1980 توجهت الشركة للتركيز على إنتاج السيارات ذات المحركات الأمامية والدفع الخلفي والتي تتميز برخص أسعارها وتفوق أدائها، وأنتجت عدة موديلات مثل Maserati Karif و Maserati Biturbo، وفي عام 1990 قدمت الشركة موديلات Maserati Shamal و Maserati Ghibli II إلى السوق.
كان بين شركة مازيراتي وشركة كرايسلر تعاون طفيف عندما كان ليدو إياكروشا (و هو صديق دي تاماسو) مديراً لكرايسلر، وأثمر هذا التعاون عدة موديلات مثل Chrysler TC by Maserati.

#### بيتوربو

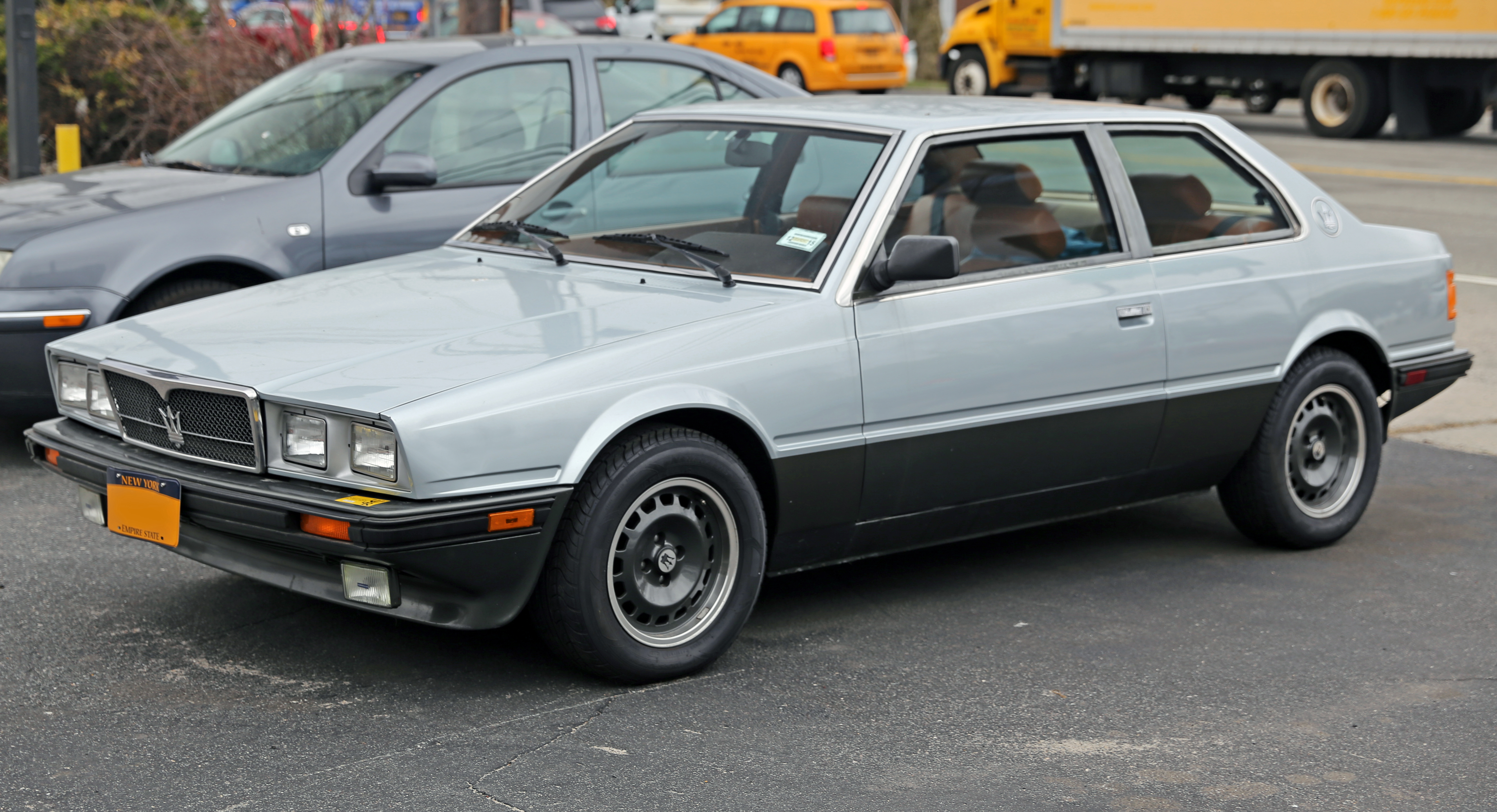
سيارة مازيراتي بيتوربو موديل 1985

شهدت الثمانينيات تخلي الشركة إلى حد كبير عن السيارة الرياضية ذات المحرك المتوسط لصالح محرك أمامي مدمج، وكوبيه ذات دفع خلفي، وهي Biturbo. من البناء التقليدي إلى حد ما، كان أبرز ما في Biturbo هو محرك V6 مزدوج الشاحن التوربيني، وهو الأول لسيارة منتجة. تم تركيب هذا المحرك، الذي ينحدر من محرك V6 بزاوية 90 درجة بواسطة Guilio Alfieri ، في عدد كبير من الطرازات، وجميعها تشترك في المكونات الرئيسية؛ كل سيارة مازيراتي يتم إطلاقها حتى التسعينيات ستعتمد على منصة Biturbo. كانت عائلة Biturbo ناجحة للغاية في استغلال الصورة الطموحة لاسم مازيراتي - حيث بيعت 40.000 وحدة.
في عامي 1983 و 1984، تم توسيع النطاق ليشمل الصالون (425 و 420) وسيارة كابريوليه (زاجاتو سبايدر)، على التوالي على قاعدة عجلات طويلة وقصيرة لمنصة Biturbo.
خلال عام 1984، اشترت شركة كرايسلر حصة 5٪ في مازيراتي. بعد اتفاق بين صديق De Tomaso ورئيس شركة Chrysler Lee Iacocca ، تم توقيع مشروع مشترك. ستستمر مازيراتي في إنتاج سيارة للتصدير إلى السوق الأمريكية، كرايسلر TC من مازيراتي، بمحركات من مصادر كرايسلر. في يوليو من نفس العام، تقرر الاندماج بين Maserati و Nuova Innocenti ؛ تم تنفيذه في عام 1985. رفعت شركة كرايسلر حصتها إلى 15.6٪ من خلال الاكتتاب في ثلاثة أرباع زيادة رأس المال البالغة 75 مليار ليرة في عام 1986 
تم إطلاق سيارات جديدة تعتمد على Biturbo وتطورات النماذج عامًا بعد عام. في عام 1984، كانت 228، وهي سيارة كوبيه كبيرة مبنية على هيكل صالون طويل بقاعدة عجلات، مع إصدار جديد سعة 2.8 لتر من محرك V6 مزدوج الشاحن التوربيني. بدأ حقن ويبر فيول على مراحل في عام 1986، مما أدى إلى تحسين الموثوقية ومجموعة من المتغيرات النموذجية الجديدة. في نفس العام، تم تحديث Quattroporte III القديمة وتسويقها على أنها Royale الفاخرة، والتي تم تصميمها لطلب عدد قليل من الأمثلة سنويًا؛ كان توقفها في عام 1990 علامة على اختفاء محرك مازيراتي V8 رباعي الكاميرات، وهو تصميم يمكن أن يعود بجذوره إلى متسابق 450S والأسطوري 5000 GT. في عام 1987، تصدرت سعة 2.8 لتر 430 مجموعة الصالون. جلبت 1988 Karif ، ذات المقعدين، على أساس هيكل Spyder ذي قاعدة العجلات القصيرة. وفي الوقت نفسه، تم إسقاط اسم Biturbo تمامًا، حيث تم تحديث سيارات الكوبيه والصالونات المحدثة وأصبحت 222 و 422. عام 1989 كان بمثابة إعادة تقديم من ثماني أسطوانات جراند توربو: Shamal ، المبني على قاعدة عجلات قصيرة معدلة لهيكل Biturbo ، يرتدون ملابس جديدة هيكل عضلي من تصميم مارسيلو غانديني. كان مدعومًا بمحرك V8 مزدوج الشاحن توربيني مزدوج جديد بالكامل مقترن بصندوق تروس بست سرعات. تمت إضافة محركات V6 سعة 2.0 لتر و 24 صمامًا إلى مجموعة Shamal.

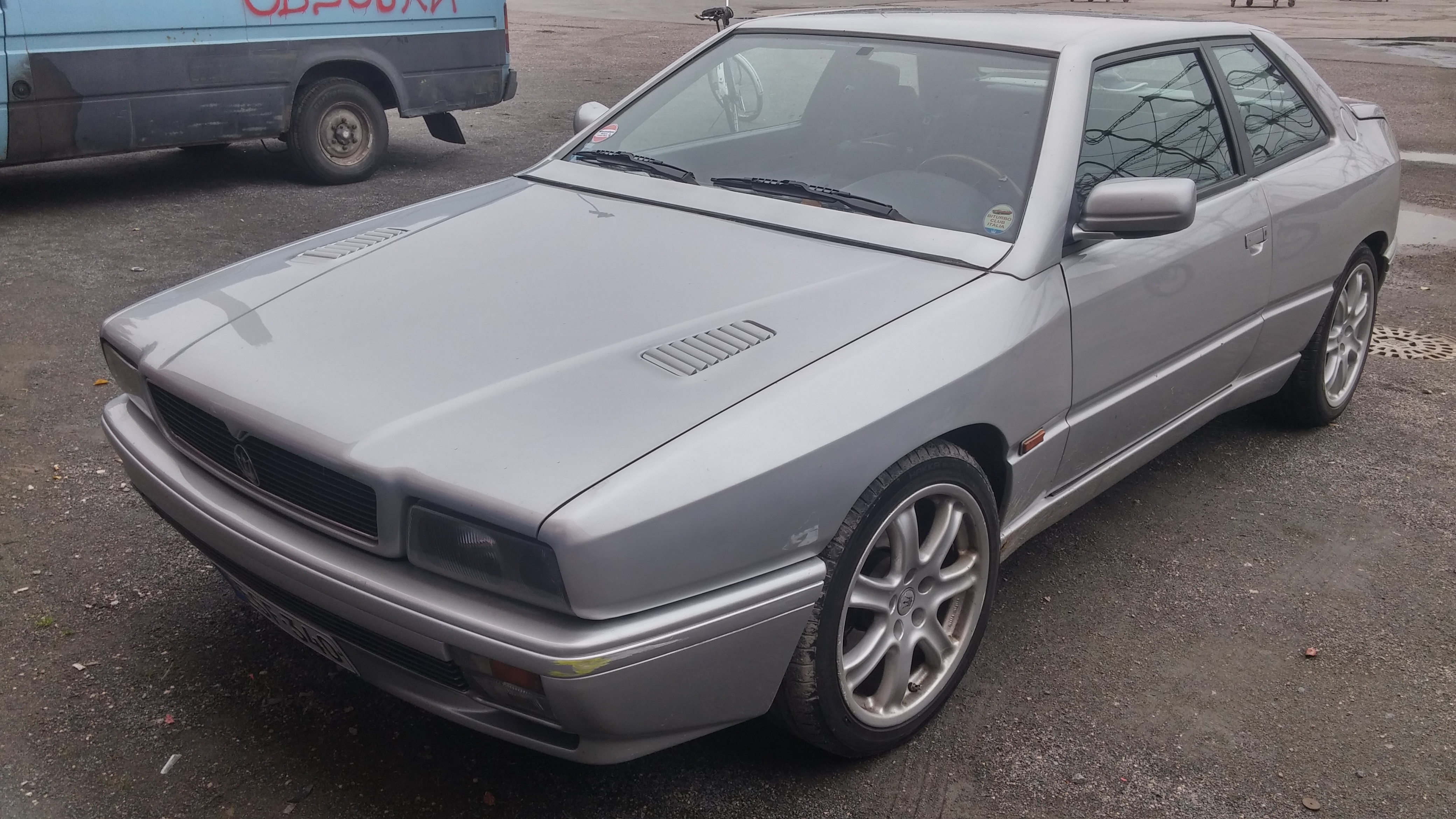
مازيراتي جيبلي II

### ملكية فيات
تم تقديم جيبلي 2 في عام 1992. كانت سيارة كوبيه بست أسطوانات، مع دعامات Biturbo معدلة يرتديها هيكل Gandini الجديد (منغم إلى أسفل من Shamal) وأحدث تطور لمحرك V6 ذو 24 صمامًا مزدوج الشاحن التوربيني مع إنتاج قياسي محطم للأرقام القياسية. أنشأت أسس تشوباسكو المولود ميتًا سيارة مازيراتي بارشيتا، وهي سيارة رياضية صغيرة ذات محرك وسطي مكشوف من تصميم كارلو جاينو من Synthesis Design. عُقدت سلسلة سباقات من طراز واحد في عامي 1992 و 1993، باستخدام نسخة سباقات Barchetta Corsa ؛ لم يتم وضع Barchetta Stradale قيد الإنتاج. تم إنتاج 17 وحدة فقط من Barchetta.
شهد عام 1993 شراء شركة مازيراتي من قبل شركة فيات عملاق صناعة السيارات في تلك الفترة، وفي عام 1999 أطلقت الشركة الموديل 3200 GT؛ سيارة Fiat Maserati الوحيدة والتي أخذت مكان Maserati Spyder، تم الاستغناء عن كلا الموديلين لصالح الموديل GranTurismo.

### فيراري
في عام 1997 باعت شركة فيات 50% من حصصها في مازيراتي إلى شركة فيراري (و المملوكة بالإصل من قبل شركة فيات)، وفي عام 1999 اشترت فيراري كامل الحصة وحولت ماركة مازيراتي إلى فئة الفخامة الخاصة بفيراري، يعزى الفضل لشركة فيراري لإعادة إحياء شركة مازيراتي وإعادتها إلى سوق المنافسة، لاحقاً تم الاتفاق بين شركة مازيراتي وفولكس فاغن على الشراكة في قسم أودي وطورت الشركتان تقنية كواترو (الدفع الرباعي).
أدت الخطوات التي اتخذتها الشركة الأم الجديدة إلى تحسين Quattroporte Evoluzione الذي تم تقديمه في معرض جنيف للسيارات في مارس 1998.
في عام 1998، بدأ فصل جديد في تاريخ مازيراتي عندما أطلقت الشركة طراز 3200 جي تي. هذه الكوبيه ذات البابين مزودة بمحرك 3.2 محرك L مزدوج الشاحن التوربيني V8 مشتق من محرك Shamal ، والذي يولد 370 حصان (280 كـو) .
تم قطع الروابط الأخيرة مع عصر دي توماسو في عام 2002، عندما تم استبدال طراز 3200 جي تي بسيارتي مازيراتي كوبيه وسبيدر. تم تطوير هذه السيارات من طراز 3200، واستخدمت محركًا جافًا جديدًا بالكامل بسعة 4.2 ليتر مع علبة تروس ذات ناقل حركة. في المقابل تم استبدال كوبيه وسبايدر بطراز GranTurismo و GranCabrio .
وفي الوقت نفسه، تم عرض نموذجين جديدين للجمهور: MC12 road supersports و GT Racer ناجح بهيكل ومحرك مستمدين من Ferrari Enzo ، وQuattroporte الجديدة، وهي سيارة صالون فاخرة بمحرك V8 سعة 4.2 لتر من Gran Turismo. في الوقت الحاضر، عادت مازيراتي إلى العمل وتبيع السيارات بنجاح على أساس عالمي. في عام 2001، قررت شركة Ferrari تغيير جميع الأدوات القديمة وتركيب الأجهزة عالية التقنية في مصنع Modena.

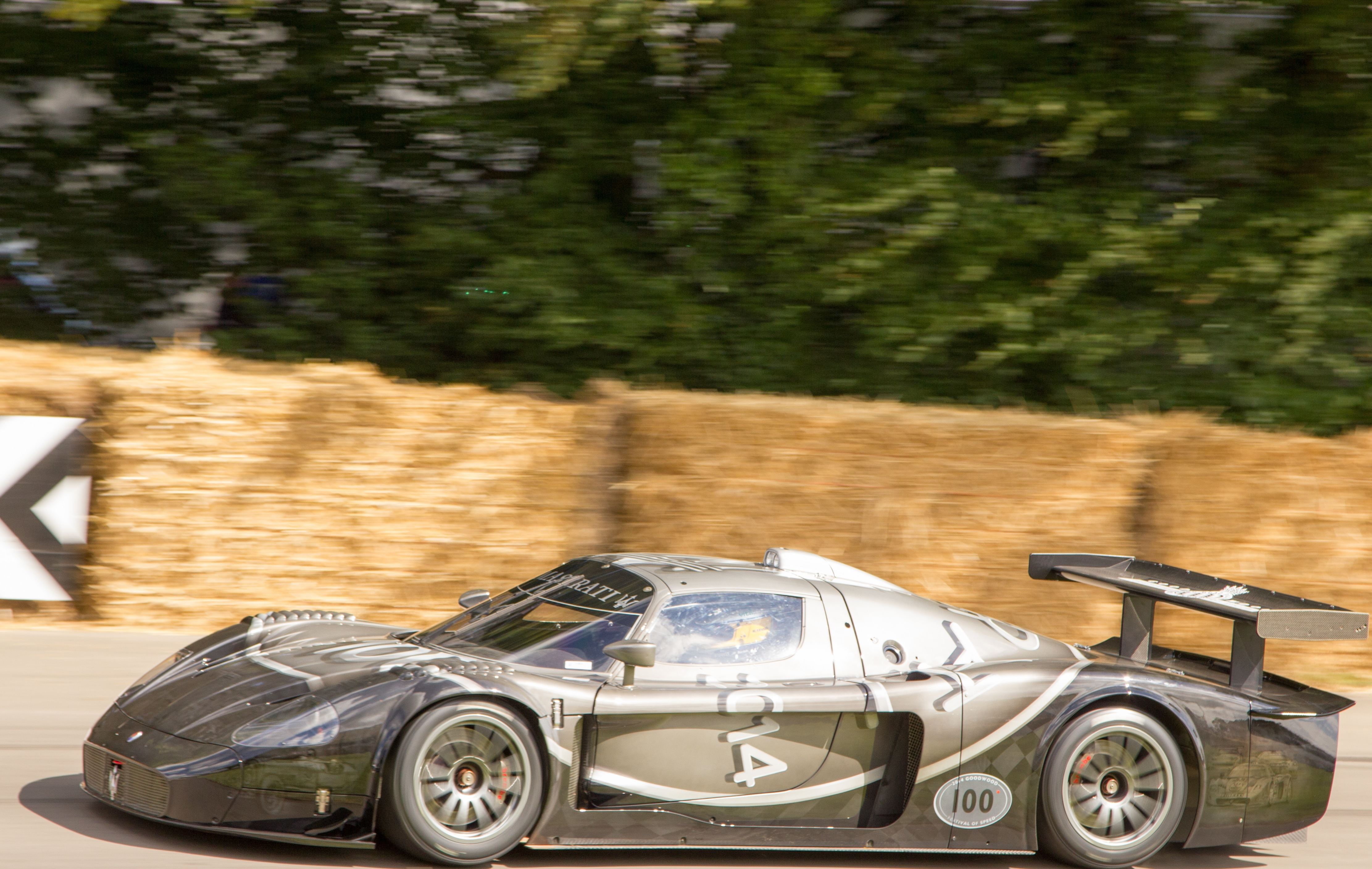
يمثل MC12 عودة مازيراتي إلى السباقات بعد توقف طويل

منذ أوائل عام 2002، دخلت Maserati سوق الولايات المتحدة مرة أخرى،  والتي سرعان ما أصبحت أكبر سوق لها في جميع أنحاء العالم. أعادت الشركة أيضًا دخول حلبة السباق مع Trofeo ، وفي ديسمبر 2003، MC12 (المعروفة سابقًا باسم MCC)، والتي تم تطويرها وفقًا للوائح FIA GT ومنذ ذلك الحين تنافست بنجاح كبير في بطولة FIA GT العالمية وفاز ببطولة الفرق ثلاث مرات متتالية 2005-2007. كما تم تسابق MC12 في العديد من بطولات GT الوطنية وكذلك في سلسلة Le Mans الأمريكية. يعتمد MC12 على سيارة Enzo Ferrari الرياضية؛  50 نموذج تجانس قانوني للشوارع (سيارات رودستر وكوبيه).

### مجموعة مازيراتي وألفا روميو التابعة لمجموعة فيات

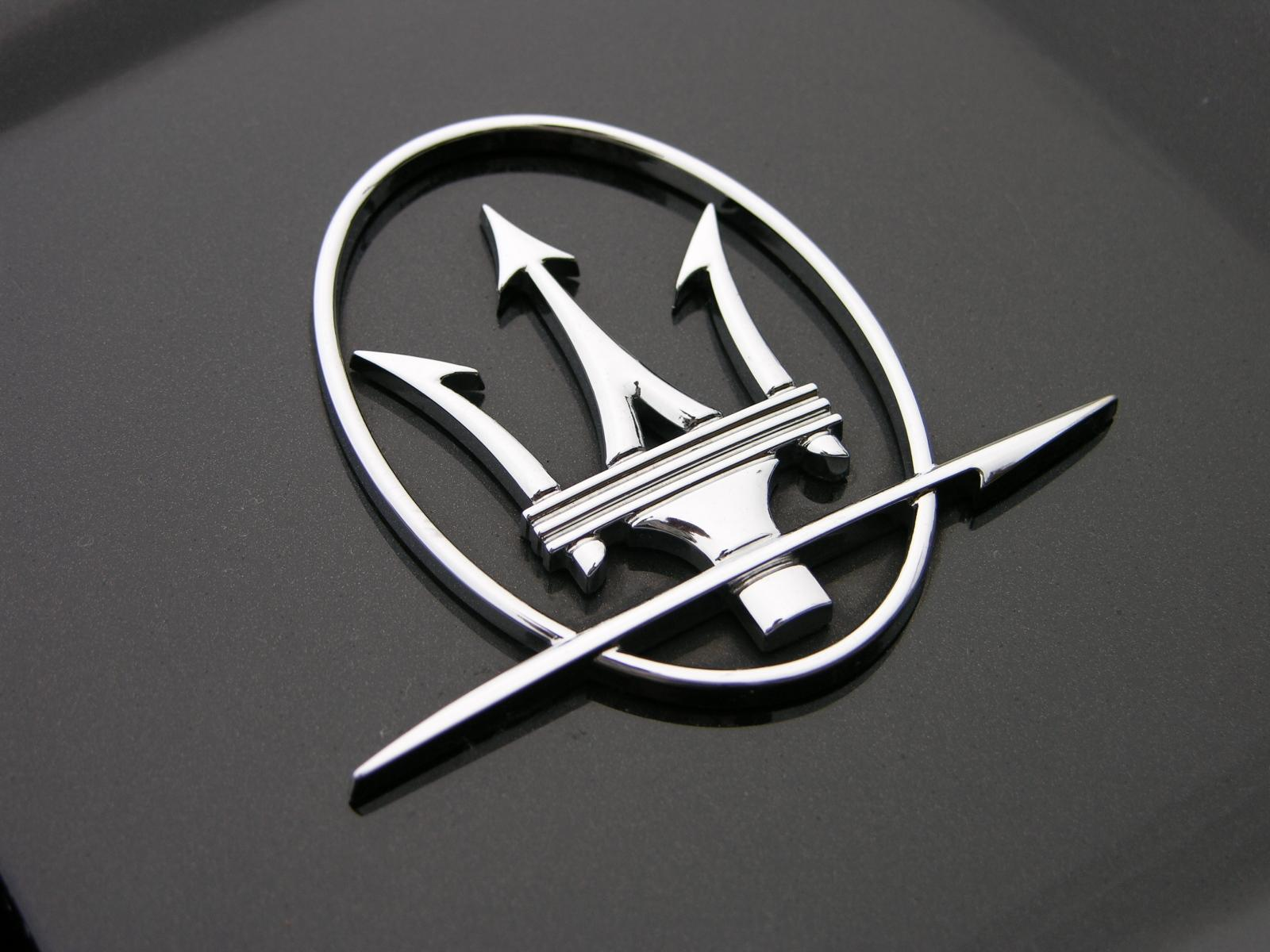
شارة "ترايدنت" مازيراتي

في 22 يناير 2010، أعلنت شركة فيات أنها أنشأت مجموعة شراكة / علامة تجارية جديدة لألفا روميو ومازيراتي وأبارث. قاد المجموعة هارالد جيه ويستر، الرئيس التنفيذي الحالي لشركة مازيراتي. صرح سيرجيو مارشيوني أن «الغرض من وضع علامات ألفا روميو ومازيراتي وأبارث تحت نفس القيادة هو التأكيد على قيمة الصفات المشتركة للعلامات التجارية الثلاثة والاستفادة منها فيما يتعلق بخصائصها الرياضية وأدائها.»  ظلت أبارث تحت قيادة ويستر حتى عام 2013، تاركة مازيراتي وألفا روميو في مجموعة العلامات التجارية بقيادة ويستر. على الرغم من أن Maserati و Alfa Romeo في مجموعة علامات تجارية، إلا أن Alfa Romeo منظم تحت FCA Italy Sp A. والتي هي نفسها منظمة بموجب FCA ، في حين أن Maserati منظمة فقط تحت FCA. بالإضافة إلى ذلك، في مقابلة مع Wester في عام 2015، أوضح أن «دوره في مازيراتي يختلف عن دوره في Alfa Romeo حيث تم دمج الأخير بشكل أفضل في مجموعة FIAT» وأن «سيارة Alfa الجديدة لن تشارك أي شيء أجزاء مع طراز مازيراتي الحالي. لا أخطط لأي دمج تقني لهذين الطرازين».
في عام 2013، بدأت مازيراتي توسعها بسيارة كواتروبورتيه VI ، والتي صُممت لتنافس بشكل أفضل مرسيدس-بنز الفئة- S. تبع ذلك تقديم جيبلي، والتي كان من المقرر أن تنافس مرسيدس-بنز الفئة E وBMW الفئة الخامسة. في 6 مايو 2014، أكدت مازيراتي إنتاج سيارتي Levante SUV وAlfieri (كانت سابقًا سيارة رياضية ذات مفهوم 2 + 2 تم تسميتها على اسم Alfieri Maserati). لم يبدأ إنتاج Alfieri حتى الآن. في هذا الحدث، تم الكشف عن أن 2014 ستكون العام الأخير لإنتاج جران توريزمو وغران توريزمو المكشوفة،  على الرغم من تمديد إنتاج جران توريزمو حتى عام 2016، مع استمرار الكشف عن جران توريزمو المحسّن في عام 2018. تم إنهاء النموذج أخيرًا في نوفمبر 2019.
إلى جانب توسعها، بدأت مازيراتي دخولها مرة أخرى في مجال السيارات عالية الأداء، من أجل التنافس مع علامات تجارية مثل Mercedes-AMG وBMW M وPorsche وJaguar وفي بعض الحالات، Ferrari . تم ذلك من خلال تقديم طرازات مازيراتي ذات محركات خرج طاقة عالية ومكونات أداء أعلى وتحكم أفضل. تشتمل أفضل أنواع سيارات كواتروبورتيه السادسة وجيبلي وليفانتي على 570 حصان متري (419 كـو؛ 562 حصان) محركات V8 ذات الدفع الرباعي، من أجل المنافسة بشكل أفضل مع عروضها المنافسة.

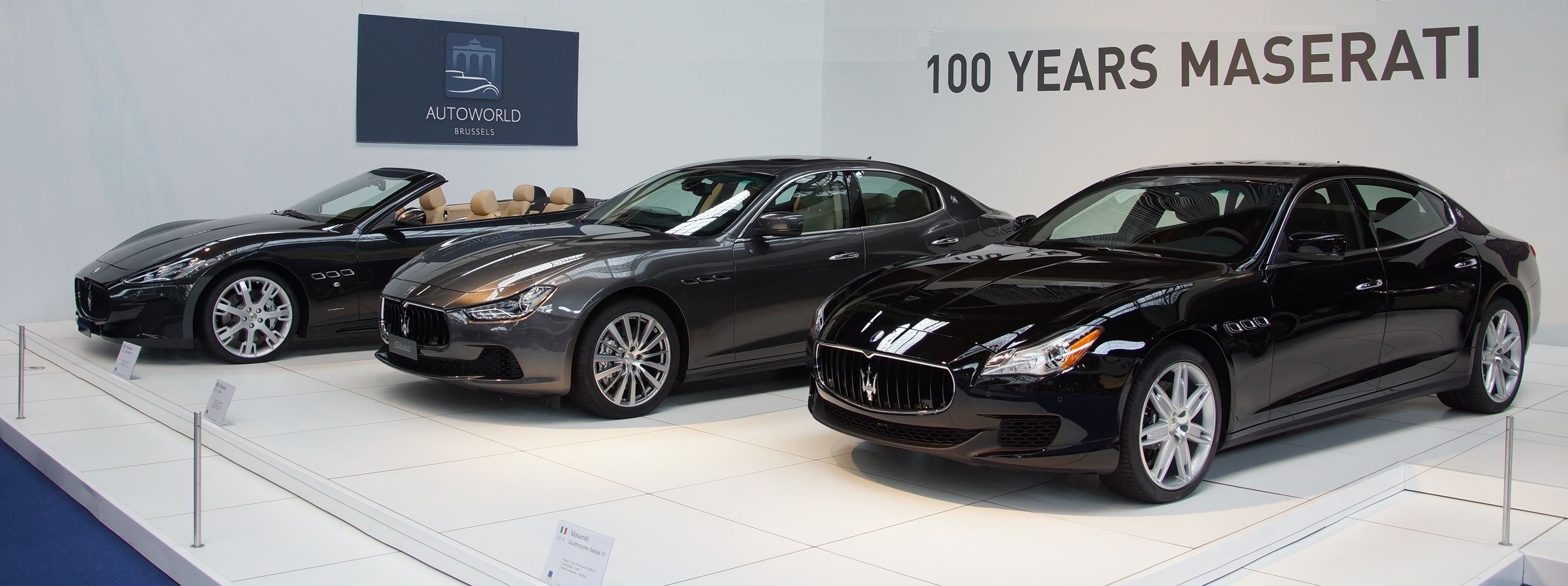
تشكيلة مازيراتي 2014 ، كما تظهر في الذكرى المئوية الأولى في Autoworld Brussels من اليسار إلى اليمين: مازيراتي جران كابريو سبورت، مازيراتي جيبلي 3 ومازيراتي كواتروبورتيه 6

وصلت مبيعات مازيراتي في عام 2013 إلى 15400 وحدة، وهو ما يمثل ارتفاعًا من ما يزيد قليلاً عن 6000 وحدة في جميع أنحاء العالم في عام 2012 (شمل 2013 إصدار كواتروبورتيه وجيبلي الجديدتين في نهاية العام، وبالتالي أول عام يمثل المبيعات الكاملة بما في ذلك هذه موديلات 2014). في مايو 2014، باعت مازيراتي رقمًا قياسيًا للشركة بأكثر من 3000 سيارة في جميع أنحاء العالم، مما أدى إلى زيادة إنتاجها من جيبلي وكواتروبورتي. في نفس الشهر في الولايات المتحدة، باعت مازيراتي 1114 سيارة، بزيادة 406.19٪ عن نفس الشهر من العام السابق في الولايات المتحدة. كان أفضل شهر مبيعات مازيراتي في الولايات المتحدة هو سبتمبر 2014، حيث تم بيع 1318 وحدة. كان شهر مايو 2014 حيث كانت الزيادة في المبيعات لنفس الشهر من العام السابق هي الأعلى في مايو، مع زيادة حجم 406.19٪. كان هدف المبيعات لعام 2018 هو 75000 وحدة في جميع أنحاء العالم.
2014 شهد رقما قياسيا تاريخيا من 13411 مجموع الوحدات المباعة في أمريكا الشمالية لهذا العام، بزيادة 169٪ مقابل عام 2013، ويضم أعلى على الإطلاق الكلي العام للمبيعات مازيراتي أمريكا الشمالية، وشركة  في جميع أنحاء العالم، باعت مازيراتي في عام 2014 حوالي 36500 سيارة، بزيادة قدرها 136٪ عن عام 2013. صرح Harald J. و Levante (مثل تلك المشابهة لسيارات Audi Q5 و Mercedes-Benz C-Class)، مثل ماركات FCA الأخرى، وتحديداً Alfa Romeo ، في تلك الأسواق.
منذ عام 2009، كان Marco Tencone هو المصمم الرئيسي لسيارات Maserati ، على الرغم من أنه في أواخر عام 2015، تم الإعلان عن بقائه في مناصب تنفيذية في Lancia و FIAT فقط.

## السيارات
انظر قائمة سيارات مازيراتي للحصول على قائمة تاريخية كاملة

### الموديلات الحالية والقادمة
| كواتروبورتيه    | جيبلي           | ليفانتي       | MC20 (قادم)           | ألفيري (القادم)    |
| --------------- | --------------- | ------------- | --------------------- | ------------------ |
| - صالون 4 ابواب | - صالون 4 ابواب | - 5 أبواب SUV | - سيارة رياضية ببابين | - 2 + 2 جراند تورر |
|                 |                 |               |                       |                    |

#### مازيراتي كواتروبورتيه
تعتبر مازيراتي كواتروبورتي سيارة صالون رياضية فاخرة «بأربعة أبواب». تم طرح الجيل السادس من كواتروبورتيه في عام 2013. تتوفر كواتروبورتيه حاليًا في طرازات S Q4 و GTS وديزل. تتمتع S Q4 بنظام دفع رباعي متطور، ومحرك V6 بسعة 404 حصان. GTS هو نظام دفع خلفي، ولديه محرك V8 بقوة 523 حصانًا. يتم تقديم طراز Quattroporte Diesel في أسواق مختارة، وبقوة تبلغ 275 حصانًا (250 حصان في إيطاليا) و 442 قدم رطل من عزم الدوران. نما حجم الجيل السادس من كواتروبورتيه من أجل التنافس بشكل أفضل مع سيارات الصالون الفخمة مثل مرسيدس-بنز الفئة- S.
منذ عام 2018، تمت ترقية Quattroporte S Q4 وتم تصنيفها الآن عند 456 حصان متري (335 كـو؛ 450 حصان) من محركها V6 ، وتم تصنيف GTS بـ 568 حصان متري (418 كـو؛ 560 حصان) ، كلاهما مع الدفع الرباعي (من أجل V8 لزيادة الأداء).

#### مازيراتي جيبلي
كان العرض الأول لسيارة جيبلي في 20 أبريل 2013 في شنغهاي. إنها سيارة صالون تنفيذية رياضية تنافس BMW 5 Series و Mercedes E-Class و Audi A6. السيارة، جنبًا إلى جنب مع Quattroporte الجديدة، تم بناؤها في المصنع الإيطالي في Grugliasco ، تورين (Bertone سابقًا). تم تصنيف قاعدة جيبلي بقوة 330 حصانًا، وجيبلي ديزل بقوة 275 حصانًا (أيضًا 250 حصانًا في إيطاليا فقط)، وجيبلي S Q4 بقوة 410 حصان. منذ عام 2018، تم تصنيف قاعدة جيبلي بقوة 350 حصانًا و S Q4 بقوة 450 حصانًا.
ستكون سيارة جيبلي التي تمت ترقيتها أول طراز مكهرب من مازيراتي ومن المتوقع تقديمها في بكين في معرض أوتو تشاينا 2020.

#### مازيراتي جران توريزمو وجران كابريو
مازيراتي غران توريزمو أم هو السيارة السياحية الكبرى التي أدخلت في عام 2007. جران توريزمو لديها 4.7 لتر V8 ، مصنفة 460 حصان متري (338 كـو؛ 454 حصان) في الطراز الرياضي ولسيارة MC Stradale. يتوفر أيضًا الإصدار القابل للتحويل (GranCabrio) في الطرازات القياسية والرياضية و MC. كان من المقرر أن تكون سنة الإنتاج النهائية لسيارة مازيراتي جران توريزمو 2014، ولكن تم إحياؤها في 2018 مع 568 حصان متري (418 كـو؛ 560 حصان) V8 ، مرة أخرى في شكل دفع خلفي.

#### مازيراتي ليفانتي
مازيراتي ليفانتي هي سيارة كروس أوفر SUV تم طرحها عام 2014. كان متوقعا مع Maserati Kubang Concept SUV في سبتمبر 2003 في معرض فرانكفورت للسيارات ومرة أخرى في 2011. تم الإعلان عنه في معرض باريس للسيارات الذي أقيم في باريس في سبتمبر 2012. تم تجميع سيارة ليفانتي في مصنع ميرافيوري في تورين. تم تأكيد الإنتاج في 6 مايو 2014. يتم تقديم ليفانتي بمحرك V6 سعة 3.0 ليتر وبقوة 350 أو 425 حصانًا. جميع الطرز مزودة بنظام دفع رباعي.

#### مازيراتي MC20
Maserati MC20 هي سيارة رياضية قادمة ذات بابين ومحرك وسطي ظهرت لأول مرة في سبتمبر 2020. ستتميز بخيار الدفع الكهربائي لأول مرة لمازيراتي.

#### مازيراتي ألفيري
تم تقديم مازيراتي ألفيري بمفهوم 2 + 2 في معرض جنيف للسيارات عام 2014. استند المفهوم إلى الشاسيه الأخف وزنًا في GranTurismo MC Stradale ، على الرغم من أنه كان يحتوي على قاعدة عجلات أقصر. تم تقديم المفهوم بمحرك 4.7 لتر V8 بسعر 468 حصان متري (344 كـو؛ 462 حصان) .
تم تأكيد إنتاج Alfieri في عام 2016 في حدث FIAT Chrysler Automobiles في 6 مايو 2014. سيكون لنسخة الإنتاج ثلاثة خيارات مختلفة لمحركات V6 ، مصنفة بـ 418 حصان متري (307 كـو؛ 412 حصان) ، 456 حصان متري (335 كـو؛ 450 حصان) ، و 528 حصان متري (388 كـو؛ 521 حصان) ، على التوالي. لا تحتوي الإصدارات التي تبلغ قوتها 450 حصانًا و 520 حصانًا إلا على نظام دفع رباعي. رغم أنه حتى الآن، لم يبدأ الإنتاج.

### تاريخ المبيعات
| السنة | المبيعات |
| ----- | -------- |
| 2018  | 34,900   |
| 2019  | 19,300   |

| السنة | المبيعات |
| ----- | -------- |
| 2008  | 8,759    |
| 2009  | 4,489    |
| 2010  | 5,675    |
| 2011  | 6,159    |
| 2012  | 6,288    |
| 2013  | 15,393   |
| 2014  | 36,448   |
| 2015  | 32,474   |
| 2016  | 42,100   |
| 2017  | 51,500   |

| السنة | المبيعات |
| ----- | -------- |
| 1998  | 518      |
| 1999  | 1,538    |
| 2000  | 1,970    |
| 2001  | 1,869    |
| 2002  | 3,567    |
| 2003  | 2,900    |
| 2004  | 4,877    |
| 2005  | 5,568    |
| 2006  | 5,764    |
| 2007  | 7,496    |

## رياضة السيارات
شاركت مازيراتي طوال تاريخها في أشكال مختلفة من رياضة السيارات بما في ذلك الفورمولا 1 ، وسباق السيارات الرياضية، وسباق السيارات السياحية، كفريق عمل ومن خلال مشاركين من القطاع الخاص. ومن بين السائقين البارزين خوان مانويل فانجيو والأمير بيرا من سيام.
طوّرت مازيراتي خمسة عشر سيارة سباق جران توريزمو إم سي، متوافقة مع كأس أوروبا وسلسلة التحمل الوطنية، والتي تسابق أحدها من قبل منظمة GT motorsport Cool Victory في دبي في يناير 2010 